# Liste der Listen der Museen im Sauerland
Die Museen im Sauerland haben unter anderem die Heimatgeschichte, den Bergbau und die industrielle Entwicklung zum Schwerpunkt.
Siehe:
- Liste der Museen im Hochsauerlandkreis
- Liste der Museen im Kreis Soest
- Liste der Museen im Kreis Olpe
- Liste der Museen im Märkischen Kreis